# Advances in Clinical and Experimental Medicine
Advances in Clinical and Experimental Medicine – medyczne czasopismo naukowe wydawane przez Wydawnictwo Uniwersytetu Medycznego im. Piastów Śląskich we Wrocławiu. Redaktor naczelną jest Donata Kurpas. Czasopismo jest rozpowszechniane w trybie otwartego dostępu (open access). Nowy numer ukazuje się raz w miesiącu.

## Historia
„Advances in Clinical and Experimental Medicine” ukazuje się od 1998 r.
Na początku było kwartalnikiem pt. „Postępy Medycyny Klinicznej i Doświadczalnej”. Pierwszym redaktorem naczelnym czasopisma (1992−1997) i jego pomysłodawcą był prof. Bogumił Halawa. W latach 1997−1999 redaktorem naczelnym był prof. Leszek Paradowski. Od 1998 r. tytuł czasopisma to „Advances in Clinical and Experimental Medicine”.
W latach 2000–2005 redaktorem naczelnym była prof. Antonina Harłozińska-Szmyrka, a w latach 2006–2007 ponownie prof. Leszek Paradowski, w latach 2008–2016 prof. Maria Podolak-Dawidziak, a w latach 2017–2021 prof. Maciej Bagłaj. Od 2021 r. redaktor naczelną jest prof. Donata Kurpas.

## Indeksacja
Czasopismo jest indeksowane w bazach bibliograficznych: Scopus, Ulrich’sTM International Periodicals Directory, Index Copernicus oraz od 2007 r. w  bazach Thomson Reuters: Science Citation Index Expanded i Journal Citation Reports/Science Edition.
W 2010 r. czasopismo uzyskało Impact Factor, który obecnie wynosi 2,1. Ministerstwo Nauki i Szkolnictwa Wyższego w ocenie parametrycznej przyznało mu 70 pkt, a Index Copernicus 161,11 pkt.
Od 7 listopada 2012 r. czasopismo „Advances in Clinical and Experimental Medicine” jest indeksowane w MEDLINE − bibliograficznej bazie danych Narodowej Biblioteki Medycznej Stanów Zjednoczonych (NLM) należącej do Narodowy Instytut Zdrowia (NIH) USA.